# Ivókúra
A gyógyvíz(ek)et szájon át fogyasztjuk ivókúra esetén, de legtöbbször a fürdőkúrával együtt alkalmazzák, így az ivókúra fokozza a gyógyfürdő-kezelés hatását. Sok gyógyvíz idővel elveszíti gyógyító hatását, ezért az ilyen gyógyvizeket csak a forrásnál lehet eredményesen használni.

## Otthon alkalmazott ivókúra
Azokat a gyógyvizeket, amelyek gyógyhatásukat hosszú ideig megtartják, palackozva is forgalomba hozzák, így a beteg az otthonában is végezheti az ivókúrát. Az otthon alkalmazott ivókúra esetén is feltétlen kérjük ki az orvos tanácsát ajánlásait, tartósan vagy rendszeresen, csak orvosi felügyelet mellett szabad alkalmazni! Ivókúra esetén az ásványi anyagokban gazdag gyógyvizek kíméletesen szabályozzák a gyomor, a belek, a vese és a máj működését. Az ivókúra hatásos kezelési módja a gyomorbántalmaknak és más bélproblémáknak is.
Az ivókúráknál bevált módszer, hogy a járóbeteg séta közben és kis kortyokban fogyasztja el, az előírt gyógyvíz-mennyiséget, míg a fekvőbeteg a jobb oldalára fordulva, a legtöbb esetben éhgyomorra kortyonként fogyasztja azt el. Ritkábban étkezés után.

## Ivókúra reakció
Az ivókúra egyes esetekben kiválthat úgynevezett ivókúra reakciót, mint ahogy a fürdőkúra esetén is tapasztalhatunk ilyet. A tünetek is lehetnek hasonlóak, mint például rossz közérzet, étvágytalanság, különböző fájdalmak megjelenése is jellemző.  Ha a panaszok 1-2 nap múlva nem múlnak el, további orvosi ellenőrző vizsgálat válik szükségessé.

## Az ivókúra elsődleges hatásai
A kúra átlagosan négy hétig tart, ez alatt a beteg 1/2-1 liternyi folyadékkal fogyaszt többet a megszokott mennyiségnél. Ez önmagában is hatásos, mert a többletfolyadék átmossa a szervezetet.
Az ivókúra hatása függ a gyógyvíz hőmérsékletétől, a szájban 38 °C-os víz tűnik közömbösnek, de a legtöbb esetben a 40-50 °C hőmérséklet közötti vízzel végzik. Így a meleg víz kitágítja a gyomor ereit, csökkenti a mozgásait, fokozza a gyomornedvek elválasztását, a hideg pedig a bélmozgásokat fokozza, ugyanakkor nem ritkán puffaszt.